# Magnus Holmander
Magnus Holmander, född 29 augusti 1993 i Göteborg, är en svensk klarinettist och magiker.

## Biografi
Holmander studerade vid Kungliga Musikhögskolan i Stockholm för Hermann Stefánsson och Emil Jonason. Hans repertoar omfattar klassisk, modern och nutida konstmusik. 

## Karriär
Holmanders karriär fick ett uppsving när klarinettisten Martin Fröst bjöd in honom att medverka i föreställningarna Dollhouse och Genesis som framfördes runtom i Norden. År 2017 vann han kammarmusiktävlingen Ung & Lovande, tillsammans med Irina Serotyuk. Han tilldelades Blåsmusikpriset 2019, där juryn beskrev honom som "en självklar vinnare" och framhöll hans "blixtrande virtuositet, sceniska närvaro och klangfulla djup".. Samma år blev han utnämnd till en av sex "Rising Stars" av European Concert Hall Foundation (ECHO).
2024 uruppförde han Jacob Mühlrads klarinettkonsert på en uppmärksammad konsert tillsammans med Sveriges Radios symfoniorkester på Berwaldhallen. Konserten är skriven specifikt för Holmander och dirigerades på uruppförandet av Martin Fröst. Den utsålda premiären närvarades av bland andra kung Carl XVI Gustaf och Drottning Silvia,  fick stor uppmärksamhet och spelades in av Sveriges Television och Sveriges Radio.
Återkommande samarbeten inkluderar artister som klarinettisten och dirigenten Martin Fröst, pianisten David Huang, och gitarristen Jakob Kellerman. Han har samarbetat med flera samtida kompositörer, däribland Jacob Mühlrad, Benjamin Staern, Molly Joyce, Rolf Martinsson och Anders Hillborg. Internationella framträdanden inkluderar konsertsalar som Concertgebouw, Elbphilharmonie och Musikverein.
Holmander är känd för att integrera magiska element i sina framträdanden och på sociala medier. 2022 släpptes hans soloalbum Children's Songs av skivbolaget Naxos. 

### Tävlingar
| År   | Tävling         | Arrangör                     | Placering |
| ---- | --------------- | ---------------------------- | --------- |
| 2017 | Ung & Lovande   | Kammarmusikförbundet         | Vinnare   |
| 2019 | Blåsmusikpriset | Kungl. Musikaliska Akademien | Vinnare   |

### Utmärkelser
| År   | Utmärkelse  | Organisation                       | Övrigt                                       |  |
| ---- | ----------- | ---------------------------------- | -------------------------------------------- |  |
| 2019 | Rising Star | European Concert Hall Organization |                                              |  |
| 2019 | Opus-listan | Tidsskriften Opus                  | "Sveriges 20 mest framstående musikpersoner" |  |